# Код ГБР
|   | a | b | c | d | e | f | g | h |   |
| - | --- | --- | --- | --- | --- | --- | --- | --- | - |
| 8 | g8 чёрный конь · c6 чёрная пешка · h6 белая пешка · a3 чёрная ладья · c3 чёрная пешка · g3 белый король · a2 белый слон · e1 белый слон · g1 чёрный король | g8 чёрный конь · c6 чёрная пешка · h6 белая пешка · a3 чёрная ладья · c3 чёрная пешка · g3 белый король · a2 белый слон · e1 белый слон · g1 чёрный король | g8 чёрный конь · c6 чёрная пешка · h6 белая пешка · a3 чёрная ладья · c3 чёрная пешка · g3 белый король · a2 белый слон · e1 белый слон · g1 чёрный король | g8 чёрный конь · c6 чёрная пешка · h6 белая пешка · a3 чёрная ладья · c3 чёрная пешка · g3 белый король · a2 белый слон · e1 белый слон · g1 чёрный король | g8 чёрный конь · c6 чёрная пешка · h6 белая пешка · a3 чёрная ладья · c3 чёрная пешка · g3 белый король · a2 белый слон · e1 белый слон · g1 чёрный король | g8 чёрный конь · c6 чёрная пешка · h6 белая пешка · a3 чёрная ладья · c3 чёрная пешка · g3 белый король · a2 белый слон · e1 белый слон · g1 чёрный король | g8 чёрный конь · c6 чёрная пешка · h6 белая пешка · a3 чёрная ладья · c3 чёрная пешка · g3 белый король · a2 белый слон · e1 белый слон · g1 чёрный король | g8 чёрный конь · c6 чёрная пешка · h6 белая пешка · a3 чёрная ладья · c3 чёрная пешка · g3 белый король · a2 белый слон · e1 белый слон · g1 чёрный король | 8 |
| 7 | g8 чёрный конь · c6 чёрная пешка · h6 белая пешка · a3 чёрная ладья · c3 чёрная пешка · g3 белый король · a2 белый слон · e1 белый слон · g1 чёрный король | g8 чёрный конь · c6 чёрная пешка · h6 белая пешка · a3 чёрная ладья · c3 чёрная пешка · g3 белый король · a2 белый слон · e1 белый слон · g1 чёрный король | g8 чёрный конь · c6 чёрная пешка · h6 белая пешка · a3 чёрная ладья · c3 чёрная пешка · g3 белый король · a2 белый слон · e1 белый слон · g1 чёрный король | g8 чёрный конь · c6 чёрная пешка · h6 белая пешка · a3 чёрная ладья · c3 чёрная пешка · g3 белый король · a2 белый слон · e1 белый слон · g1 чёрный король | g8 чёрный конь · c6 чёрная пешка · h6 белая пешка · a3 чёрная ладья · c3 чёрная пешка · g3 белый король · a2 белый слон · e1 белый слон · g1 чёрный король | g8 чёрный конь · c6 чёрная пешка · h6 белая пешка · a3 чёрная ладья · c3 чёрная пешка · g3 белый король · a2 белый слон · e1 белый слон · g1 чёрный король | g8 чёрный конь · c6 чёрная пешка · h6 белая пешка · a3 чёрная ладья · c3 чёрная пешка · g3 белый король · a2 белый слон · e1 белый слон · g1 чёрный король | g8 чёрный конь · c6 чёрная пешка · h6 белая пешка · a3 чёрная ладья · c3 чёрная пешка · g3 белый король · a2 белый слон · e1 белый слон · g1 чёрный король | 7 |
| 6 | g8 чёрный конь · c6 чёрная пешка · h6 белая пешка · a3 чёрная ладья · c3 чёрная пешка · g3 белый король · a2 белый слон · e1 белый слон · g1 чёрный король | g8 чёрный конь · c6 чёрная пешка · h6 белая пешка · a3 чёрная ладья · c3 чёрная пешка · g3 белый король · a2 белый слон · e1 белый слон · g1 чёрный король | g8 чёрный конь · c6 чёрная пешка · h6 белая пешка · a3 чёрная ладья · c3 чёрная пешка · g3 белый король · a2 белый слон · e1 белый слон · g1 чёрный король | g8 чёрный конь · c6 чёрная пешка · h6 белая пешка · a3 чёрная ладья · c3 чёрная пешка · g3 белый король · a2 белый слон · e1 белый слон · g1 чёрный король | g8 чёрный конь · c6 чёрная пешка · h6 белая пешка · a3 чёрная ладья · c3 чёрная пешка · g3 белый король · a2 белый слон · e1 белый слон · g1 чёрный король | g8 чёрный конь · c6 чёрная пешка · h6 белая пешка · a3 чёрная ладья · c3 чёрная пешка · g3 белый король · a2 белый слон · e1 белый слон · g1 чёрный король | g8 чёрный конь · c6 чёрная пешка · h6 белая пешка · a3 чёрная ладья · c3 чёрная пешка · g3 белый король · a2 белый слон · e1 белый слон · g1 чёрный король | g8 чёрный конь · c6 чёрная пешка · h6 белая пешка · a3 чёрная ладья · c3 чёрная пешка · g3 белый король · a2 белый слон · e1 белый слон · g1 чёрный король | 6 |
| 5 | g8 чёрный конь · c6 чёрная пешка · h6 белая пешка · a3 чёрная ладья · c3 чёрная пешка · g3 белый король · a2 белый слон · e1 белый слон · g1 чёрный король | g8 чёрный конь · c6 чёрная пешка · h6 белая пешка · a3 чёрная ладья · c3 чёрная пешка · g3 белый король · a2 белый слон · e1 белый слон · g1 чёрный король | g8 чёрный конь · c6 чёрная пешка · h6 белая пешка · a3 чёрная ладья · c3 чёрная пешка · g3 белый король · a2 белый слон · e1 белый слон · g1 чёрный король | g8 чёрный конь · c6 чёрная пешка · h6 белая пешка · a3 чёрная ладья · c3 чёрная пешка · g3 белый король · a2 белый слон · e1 белый слон · g1 чёрный король | g8 чёрный конь · c6 чёрная пешка · h6 белая пешка · a3 чёрная ладья · c3 чёрная пешка · g3 белый король · a2 белый слон · e1 белый слон · g1 чёрный король | g8 чёрный конь · c6 чёрная пешка · h6 белая пешка · a3 чёрная ладья · c3 чёрная пешка · g3 белый король · a2 белый слон · e1 белый слон · g1 чёрный король | g8 чёрный конь · c6 чёрная пешка · h6 белая пешка · a3 чёрная ладья · c3 чёрная пешка · g3 белый король · a2 белый слон · e1 белый слон · g1 чёрный король | g8 чёрный конь · c6 чёрная пешка · h6 белая пешка · a3 чёрная ладья · c3 чёрная пешка · g3 белый король · a2 белый слон · e1 белый слон · g1 чёрный король | 5 |
| 4 | g8 чёрный конь · c6 чёрная пешка · h6 белая пешка · a3 чёрная ладья · c3 чёрная пешка · g3 белый король · a2 белый слон · e1 белый слон · g1 чёрный король | g8 чёрный конь · c6 чёрная пешка · h6 белая пешка · a3 чёрная ладья · c3 чёрная пешка · g3 белый король · a2 белый слон · e1 белый слон · g1 чёрный король | g8 чёрный конь · c6 чёрная пешка · h6 белая пешка · a3 чёрная ладья · c3 чёрная пешка · g3 белый король · a2 белый слон · e1 белый слон · g1 чёрный король | g8 чёрный конь · c6 чёрная пешка · h6 белая пешка · a3 чёрная ладья · c3 чёрная пешка · g3 белый король · a2 белый слон · e1 белый слон · g1 чёрный король | g8 чёрный конь · c6 чёрная пешка · h6 белая пешка · a3 чёрная ладья · c3 чёрная пешка · g3 белый король · a2 белый слон · e1 белый слон · g1 чёрный король | g8 чёрный конь · c6 чёрная пешка · h6 белая пешка · a3 чёрная ладья · c3 чёрная пешка · g3 белый король · a2 белый слон · e1 белый слон · g1 чёрный король | g8 чёрный конь · c6 чёрная пешка · h6 белая пешка · a3 чёрная ладья · c3 чёрная пешка · g3 белый король · a2 белый слон · e1 белый слон · g1 чёрный король | g8 чёрный конь · c6 чёрная пешка · h6 белая пешка · a3 чёрная ладья · c3 чёрная пешка · g3 белый король · a2 белый слон · e1 белый слон · g1 чёрный король | 4 |
| 3 | g8 чёрный конь · c6 чёрная пешка · h6 белая пешка · a3 чёрная ладья · c3 чёрная пешка · g3 белый король · a2 белый слон · e1 белый слон · g1 чёрный король | g8 чёрный конь · c6 чёрная пешка · h6 белая пешка · a3 чёрная ладья · c3 чёрная пешка · g3 белый король · a2 белый слон · e1 белый слон · g1 чёрный король | g8 чёрный конь · c6 чёрная пешка · h6 белая пешка · a3 чёрная ладья · c3 чёрная пешка · g3 белый король · a2 белый слон · e1 белый слон · g1 чёрный король | g8 чёрный конь · c6 чёрная пешка · h6 белая пешка · a3 чёрная ладья · c3 чёрная пешка · g3 белый король · a2 белый слон · e1 белый слон · g1 чёрный король | g8 чёрный конь · c6 чёрная пешка · h6 белая пешка · a3 чёрная ладья · c3 чёрная пешка · g3 белый король · a2 белый слон · e1 белый слон · g1 чёрный король | g8 чёрный конь · c6 чёрная пешка · h6 белая пешка · a3 чёрная ладья · c3 чёрная пешка · g3 белый король · a2 белый слон · e1 белый слон · g1 чёрный король | g8 чёрный конь · c6 чёрная пешка · h6 белая пешка · a3 чёрная ладья · c3 чёрная пешка · g3 белый король · a2 белый слон · e1 белый слон · g1 чёрный король | g8 чёрный конь · c6 чёрная пешка · h6 белая пешка · a3 чёрная ладья · c3 чёрная пешка · g3 белый король · a2 белый слон · e1 белый слон · g1 чёрный король | 3 |
| 2 | g8 чёрный конь · c6 чёрная пешка · h6 белая пешка · a3 чёрная ладья · c3 чёрная пешка · g3 белый король · a2 белый слон · e1 белый слон · g1 чёрный король | g8 чёрный конь · c6 чёрная пешка · h6 белая пешка · a3 чёрная ладья · c3 чёрная пешка · g3 белый король · a2 белый слон · e1 белый слон · g1 чёрный король | g8 чёрный конь · c6 чёрная пешка · h6 белая пешка · a3 чёрная ладья · c3 чёрная пешка · g3 белый король · a2 белый слон · e1 белый слон · g1 чёрный король | g8 чёрный конь · c6 чёрная пешка · h6 белая пешка · a3 чёрная ладья · c3 чёрная пешка · g3 белый король · a2 белый слон · e1 белый слон · g1 чёрный король | g8 чёрный конь · c6 чёрная пешка · h6 белая пешка · a3 чёрная ладья · c3 чёрная пешка · g3 белый король · a2 белый слон · e1 белый слон · g1 чёрный король | g8 чёрный конь · c6 чёрная пешка · h6 белая пешка · a3 чёрная ладья · c3 чёрная пешка · g3 белый король · a2 белый слон · e1 белый слон · g1 чёрный король | g8 чёрный конь · c6 чёрная пешка · h6 белая пешка · a3 чёрная ладья · c3 чёрная пешка · g3 белый король · a2 белый слон · e1 белый слон · g1 чёрный король | g8 чёрный конь · c6 чёрная пешка · h6 белая пешка · a3 чёрная ладья · c3 чёрная пешка · g3 белый король · a2 белый слон · e1 белый слон · g1 чёрный король | 2 |
| 1 | g8 чёрный конь · c6 чёрная пешка · h6 белая пешка · a3 чёрная ладья · c3 чёрная пешка · g3 белый король · a2 белый слон · e1 белый слон · g1 чёрный король | g8 чёрный конь · c6 чёрная пешка · h6 белая пешка · a3 чёрная ладья · c3 чёрная пешка · g3 белый король · a2 белый слон · e1 белый слон · g1 чёрный король | g8 чёрный конь · c6 чёрная пешка · h6 белая пешка · a3 чёрная ладья · c3 чёрная пешка · g3 белый король · a2 белый слон · e1 белый слон · g1 чёрный король | g8 чёрный конь · c6 чёрная пешка · h6 белая пешка · a3 чёрная ладья · c3 чёрная пешка · g3 белый король · a2 белый слон · e1 белый слон · g1 чёрный король | g8 чёрный конь · c6 чёрная пешка · h6 белая пешка · a3 чёрная ладья · c3 чёрная пешка · g3 белый король · a2 белый слон · e1 белый слон · g1 чёрный король | g8 чёрный конь · c6 чёрная пешка · h6 белая пешка · a3 чёрная ладья · c3 чёрная пешка · g3 белый король · a2 белый слон · e1 белый слон · g1 чёрный король | g8 чёрный конь · c6 чёрная пешка · h6 белая пешка · a3 чёрная ладья · c3 чёрная пешка · g3 белый король · a2 белый слон · e1 белый слон · g1 чёрный король | g8 чёрный конь · c6 чёрная пешка · h6 белая пешка · a3 чёрная ладья · c3 чёрная пешка · g3 белый король · a2 белый слон · e1 белый слон · g1 чёрный король | 1 |
|   | a | b | c | d | e | f | g | h |   |

Код ГБР (англ. GBR code) или код Гая — Бландфорда — Ройкрофта (англ. Guy–Blandford–Roycroft code) — система представления положения шахматных фигур на шахматной доске.

## История
Код назван в честь Ричарда Гая, Хью Бландфорда и Джона Ройкрофта. Первые два разработали исходную систему с использованием разных цифр для обозначения количества фигур, а третий предложил считать единицу за белую фигуру и три за чёрную, чтобы облегчить запоминание кода. Используется в публикациях журнала «EG» для индексации и классификации типов в исследованиях эндшпилей.